# Pterocheilus paenacuceps
Pterocheilus paenacuceps är en stekelart som beskrevs av Richard Mitchell Bohart 1950. Pterocheilus paenacuceps ingår i släktet palpgetingar, och familjen Eumenidae. Inga underarter finns listade i Catalogue of Life.